# Psychoakoestiek
Psychoakoestiek is de wetenschap die zich bezighoudt met hoe mens en dier geluid waarnemen. Het gaat hier vooral om de relatie tussen het subjectieve waarnemingsvermogen (psychologie) en de objectieve natuurkundige aspecten (akoestiek) van drukverschillen in lucht of water.
In veel toepassingen van akoestiek en audio-signaalbewerking is het van belang om te weten wat mensen eigenlijk horen. Geluid, dat bestaat uit drukgolven in de lucht, kan exact gemeten worden met geavanceerde meettechnieken. Het begrijpen van de manier waarop deze geluidsgolven worden opgevangen in het oor, en hoe ze worden omgezet in gedachten en waarnemingen in de hersenen, is echter niet makkelijk. Geluid is een continu analoog signaal dat in theorie een oneindige hoeveelheid informatie kan bevatten. Hoe kan een mens uit al deze informatie de wenselijke informatie filteren?

## Grenzen aan de geluidsperceptie
Het menselijk gehoor is over het algemeen in staat geluiden waar te nemen in het frequentiegebied tussen 20 Hz to 20 kHz. In muzikale termen uitgedrukt zijn dat ongeveer tien octaven, waarbij de bovenste twee en het onderste octaaf muzikaal niet zo interessant zijn. Bij het ouder worden vermindert dit hoorbare gebied. Dit process luistert naar de naam presbyacusis. Vooral het waarnemen van de hoogste frequenties wordt dan noemenswaardig slechter. 
De frequentieresolutie van het oor bedraagt in het middengebied ongeveer 2 Hz. Dat wil zeggen dat verschillen in toonhoogte van meer dan 2 Hz kunnen worden waargenomen. Echter, op andere manieren kunnen kleinere frequentieverschillen worden waargenomen. Bijvoorbeeld kan de interferentie tussen twee vrijwel gelijke tonen worden gehoord als een zweving ofwel dissonantie. Door deze zweving wordt de sterkte van de toon die wordt gehoord hoger en lager. Een pianostemmer bijvoorbeeld gebruikt deze zweving om twee snaren van een piano die dezelfde stemming moeten hebben, precies gelijk te krijgen. Met behulp van die zweving kan een frequentieverschil van bijvoorbeeld 0,5 Hz (overeenkomend met een zweving van 2 seconden) makkelijk worden waargenomen. Worden echter twee tonen met een verschil van 0,5 Hz achter elkaar gehoord, dan hoort men geen verschil.
Het bereik in geluidssterkte uitgedrukt in decibel van hoorbaar geluid is enorm. De ondergrens van de hoorbaarheid van geluid is gedefinieerd als 0 dB, maar de bovengrens is niet zo eenvoudig te definiëren. De bovengrens hangt meer samen met het punt waar het oor echt wordt beschadigd. Deze limiet hangt ook af van de tijdsduur waarmee iemand aan het geluid wordt blootgesteld. Gedurende heel korte tijd kan het oor aan geluiden van 120 dB worden blootgesteld zonder dat schade optreedt. Langdurige blootstelling aan geluidsniveaus van 80 dB(A) levert echter op termijn gehoorschade op.

## Wat horen we?
Het menselijk gehoor is in feite een spectrumanalysator. Dat betekent dat het oor de spectrale componenten van het geluid splitst, zonder dat daarbij aandacht wordt besteed aan de fase of de golfvorm van het geluid. In sommige gevallen echter blijkt fase-informatie toch van belang te zijn, met name bij het richtinghoren.

## Maskering
In sommige situaties wordt een geluid dat op zichzelf goed hoorbaar is gemaskeerd door ander geluid. Bijvoorbeeld als mensen staan te praten bij een bushalte, wordt het gesprek onverstaanbaar op het moment dat er een bus voorbijrijdt. Dit verschijnsel heet geluidsmaskering. Een luid  geluid kan een zwakker geluid dusdanig maskeren dat het zwakkere geluid niet meer waargenomen wordt.
Er zijn nog twee andere verschijnselen die maskering veroorzaken, namelijk verschillen in frequentie en verschillen in tijd. Als twee tonen dicht bij elkaar zitten in frequentie, wordt de zwakkere toon niet goed waargenomen. Als het frequentieverschil groter wordt, dan wordt de zwakkere toon echter wel waargenomen.
Op soortgelijke manier treedt maskering op als twee tonen kort na elkaar worden uitgezonden. Als er voldoende tijd tussen de twee pulsen zit, worden ze beide waargenomen. Als de tijd erg kort wordt, wordt alleen het luidste geluid waargenomen. Dit geldt zelfs als het zwakkere geluid vóór het luidere geluid wordt uitgezonden.
Dit maskeringseffect is de grondslag voor de diverse technieken die zijn ontwikkeld om geluidsopnames te comprimeren (audiocompressie), zoals MP3, ATRAC en AAC.

## Ontbrekende grondtoon
Wanneer een harmonische boventoonreeks wordt gepresenteerd met frequenties in de verhouding 2f, 3f, 4f, 5f, enz. (waarbij f een specifieke frequentie is), hebben mensen de neiging om waar te nemen dat de toonhoogte f is.

## Toegepaste psychoakoestiek
Psychoakoestiek wordt op veel gebieden van softwareontwikkeling toegepast, waarbij ontwikkelaars bewezen en experimentele wiskundige patronen in digitale signaalverwerking in kaart brengen. Veel audiocompressiecodecs zoals MP3 en Opus gebruiken een psychoakoestisch model om compressieratio's te verhogen.